# Langues caddoanes
Les langues caddoanes sont une famille de langues amérindiennes. Elles sont parlées à travers les Grandes Plaines du centre des États-Unis, du Dakota du Nord à l'Oklahoma.

## Distribution géographique
Le kitsai est désormais une langue morte, ses membres ont été absorbés par la tribu wichita au XIXe siècle. Les langues caddo, wichita et pawnee sont encore actuellement parlées en Oklahoma par quelques anciens. L'arikara est parlé dans la réserve indienne de Fort Berthold dans le Dakota du Nord. Certaines de ces langues étaient auparavant parlées sur de plus vastes territoires. Le caddo, par exemple, était utilisé dans le nord-est du Texas, le sud-ouest de l'Arkansas et le nord-ouest de la Louisiane aussi bien qu'au sud-est de l'Oklahoma. Le pawnee était parlé le long de la Platte dans ce qui est maintenant le Nebraska.

## Classification interne
Cinq langues appartiennent à cette famille :
- Caddoan du Nord
  - langues Pawnee-Kitsai
    - Kitsai
      - Kitsai (ou kichai) †

    - Pawnee
      - Arikara (ou ree)
      - Pawnee. Dialectes : South Band, skiri , aussi connu sous le nom de skidi ou wolf

  - Wichita. Dialectes : wichita proprement dit, waco, towakoni
- Caddoan du Sud
  - Caddo. Dialectes: kadohadacho, hasinai, natchitoches, yatasi

## Parenté avec d'autres langues
L'adai, une langue isolée, connue seulement par une liste de 275 mots, est peut-être une langue caddoane mais la documentation est trop mince pour le déterminer avec certitude. Le linguiste américain Wallace Chafe trouve cette relation non pertinente.
Plusieurs essais pour grouper les langues caddoanes, les langues siouanes et les langues iroquoiennes dans une grande famille linguistique appelée le macro-sioux ont été tentés mais sans être concluants.